# Nuits d'alerte
Pour plus de détails, voir Fiche technique et Distribution.
Nuits d'alerte est un film français réalisé par Léon Mathot et sorti en 1946.

## Synopsis
Un résistant qui s'est évadé rencontre Hélène, une jeune femme qui l'aide à fuir vers l'Angleterre.

## Fiche technique
- Réalisation : Léon Mathot assisté de Robert Bibal
- Scénario : René Wheeler
- Musique : Jean Lenoir (Editions musicales Régia)
- Décors : Roland Quignon
- Photographie : Charles Bauer
- Montage : Aleksandr Uralsky
- Production : Lucien Masson
- Directeur de production : Jean Darvey
- Société de production et de distribution : Sirius Films (Paris)
- Pays de production :  France
- Format :  35mm, 1,37 : 1, son mono
- Genre : Film de guerre
- Durée : 120 minutes
- Date de sortie : France - 25 septembre 1946
- Affiche : Boris Grinsson (France)

## Distribution
- Hélène Perdrière : Hélène, une serveuse de bar qui aide et tombe amoureuse de "Pierre ou Paul"
- Roger Pigaut : "Pierre ou Paul", un agent du contre-espionnage et résistant qui se présente à elle sous ce nom de guerre, et qui s'éprend d'elle en retour
- Pierre Dudan : Klauss, l'associé de Hess dans son bar, un espion au service des Allemands
- Philippe Hersent : Stefan Hess, le patron du bar et amant d'Hélène, un ancien champion de football à la nationalité douteuse
- Régine Montlaur : Lily
- Marcelle Monthil : la concierge
- Henry Murray : un homme de main
- Pierre Collet
- Howard Vernon : l'aviateur anglais
- Abel Tarride : l'aubergiste
- Alexandre Mihalesco
- Georges Jamin
- Marc Cassot
- Charles Lemontier : le cheminot
- Jane Marken : Madame Morizot, la femme de M. Morizot, résistante comme son mari
- Marcel Delaître : Monsieur Morizot, son mari, un vétérinaire résistant qui a pour mission de cacher des parachutistes anglais
- Simone Cerdan : la fille
- Albert Michel
- Sylviane Aladin
- Odette Barencey
- Raymond Carrel
- Gregori Chmara
- Jean Daguerre
- René Fleur
- Henri Delivry
- François Viguier
- Gérard Séty : un pilote américain